# Temadecennium
Ett temadecennium (temaårtionde) är ett årtionde som uppmärksammar ett visst tema.
FN har instiftat ett antal temadecennier, se FN:s internationella årtionden.